# Polarisation (géographie)
 (février 2024).
Si vous disposez d'ouvrages ou d'articles de référence ou si vous connaissez des sites web de qualité traitant du thème abordé ici, merci de compléter l'article en donnant les références utiles à sa vérifiabilité et en les liant à la section « Notes et références ».
La polarisation est le résultat de l'interaction entre un centre, dénommé pôle (là où se concentrent les activités humaines), et son aire d'influence. On parle parfois aussi d'attractivité ou encore de territorialisation.
L'économiste François Perroux utilise, dès 1955, ce concept mais sous une forme non spatialisée de pôle de croissance. Il faut attendre Jacques Boudeville et son ouvrage Aménagement du territoire et polarisation (éd. Génin, 1972) pour que soit introduite l'approche spatiale.